# Upstream Activator Sequence
Les Upstream Activator Sequences sont des séquences d'ADN présentes dans les levures. Elles sont analogues aux enhancers des eucaryotes supérieur mais ne fonctionnent pas quand elles sont en aval du Promoteur.

## Rôle
Les Upstream Activator Sequences sont des séquences, de l'ADN des levures, présentes en amont d'un gène. Elles sont distinctes du promoteur et augmentent l'expression d'un gène voisin. En raison de son rôle essentiel dans l'activation de la Transcription (biologie), la séquence d'activation en amont est souvent considérée comme analogue à la fonction de l'amplificateur chez les eucaryotes multicellulaires. Les séquences d'activation en amont sont un élément crucial de l'induction, améliorant l'expression de la protéine d'intérêt grâce à une activité transcriptionnelle accrue.